# Dean Beţa
Marian Dean Beța (sinh ngày 11 tháng 5 năm 1991 ở Reșița) là một cầu thủ bóng đá người România thi đấu ở vị trí hậu vệ cho CSA Steaua București.